# Hirasa grisea
Hirasa grisea là một loài bướm đêm trong họ Geometridae.